# Tensairity
Tensairity es una tecnología patentada por la empresa suiza Airlight Ltd., desarrollada en estrecha colaboración con Prospective Concepts AG, la cual debido a su concepto innovador resuelve el problema de las limitaciones de carga que padecen las estructuras neumáticas.
La marca registrada Tensairity, proviene de la combinación en lengua anglosajona de las siguientes tres palabras: “tension, air e integrity”.
La combinación sinérgica de una viga de aire (airbeam), cables y soportes forma esta estructura ligera que, con una presión interna muy baja, mantiene la capacidad de carga de vigas de acero convencionales.

## Introducción
En Tensairity, la compresión y la tensión están separadas físicamente. El aire comprimido a baja presión se utiliza para producir el pre-tensado del cable a tensión y a su vez estabilizar el elemento superior a compresión contra el pandeo. Esto permite la utilización del material, tanto en tensión como compresión hasta su límite elástico.
La separación constructiva de tensión y compresión es la clave en la eficiencia de las estructuras ligeras. Este concepto se ha aplicado en las estructuras de tensegríticas (concepto nacido de la unión de las palabras Tensional Integrity, desarrollado por R. Buckminster Fuller a partir de los estudios de Kenneth Snelson). La Tensegridad es un principio estructural basado en el empleo de componentes aislados comprimidos que se encuentran dentro de una red tensada continua.
El concepto de la separación constructiva de la tensión y la compresión se aplica también en las estructuras Tensairity. En éstas se encuentran cables bajo tensión, puntales a compresión, las membranas bajo tensión y el aire bajo compresión. Básicamente, en Tensairity, el aire a baja presión es incorporado como un tercer elemento en la red de cables tensados y barras comprimidas que se da en la Tensegridad. El aire es la principal razón por la cual la estructura es ligera, consigue un almacenamiento compacto, y una rápida instalación. Así, es un elemento crucial para transformar la tensión y compresión desde el principio de la Tensegridad al principio Tensairity.

## Estructura
La viga Tensairity básica se compone de tres partes principales: una viga de aire cilíndrica (airbeam) a baja presión, un elemento de compresión conectado a la anterior y dos cables con diferente helicidad en forma de espiral alrededor del cilindro. Los cables están conectados a cada extremo del elemento a compresión cerrando el flujo de fuerzas entre los cables y el elemento a compresión. El papel del aire comprimido es lograr el pretensado de los cables y también para estabilizar el elemento a compresión contra el pandeo, por lo cual tiene una función estabilizadora, permitiendo estar a baja presión. El exceso de presión se encuentra en el rango de 50 a 500 mbar en función de la aplicación realizada.
En una viga con cimentación elástica, la carga de pandeo en el puntal a compresión de la viga Tensairity es independiente de su longitud, pero depende de la presión del cilindro de aire (airbeam). Debido a que esta compresión no produce el pandeo de la placa, la sección transversal de la misma puede tener las dimensiones mínimas que consiguen a la propiedad de peso ligero de la nueva concepción estructural. Además, la presión en el cilindro está determinada únicamente por la carga por área, siendo independiente de la luz y la esbeltez de la viga.
La forma cilíndrica del airbeam fue la primera forma Tensairity investigada. La viga Tensairity de la figura tiene una forma cilíndrica. Otras formas basadas en una sección transversal circular también son posibles. Como resultado, de las investigaciones realizadas por Pedretti et al. 2004, Luchsinger et al. 2004b, una geometría en forma de cigarro (Fig. B) se adapta mejor a las demandas estructurales de la forma cilíndrica (Fig. a). La geometría en forma de huso (Fig. c-d), en la cual converge el extremo del tubo en un punto, es la configuración más rígida. En este caso, la espiral geodésica del cable degenera en una línea recta pudiendo así ser sustituido por una barra tensionada.

## Capacidad de adaptación
Dentro de sus muchas propiedades, una de las más destacadas es que la estructura es adaptable. La respuesta carga-deformación de una viga Tensairity puede ser controlada por la presión del aire que permite que las vigas se adapten a condiciones cambiantes de carga.
En las llamadas estructuras inteligentes, una viga se hace adaptable al separarla en partes, conectando éstas con bisagras y añadiendo varios elementos y unidades de control en el sistema. La estructura es inteligente, mediante la adición de un dispositivo externo. En Tensairity, la adaptabilidad es una característica inherente de la estructura en sí misma, lo cual se desprende de su diseño y concepto. Las estructuras sinérgicas contienen una multitud de características inherentes, donde las nuevas propiedades no son alcanzadas mediante la adición de diferentes materiales o componentes, sino por la combinación de los mismos. Como consecuencia de esto, las vigas Tensairity pueden ser vistas como una máquina, donde la energía se convierte en trabajo. La energía en forma de aire comprimido se utiliza para levantar un peso.
En Ingeniería civil, una viga se diseña para la carga total a la que se ve sometida, la cual es la suma de una carga fija y otra variable. Los reglamentos exigen diseños basados en la carga máxima que se pueda producir, aun cuando nunca se alcance esa carga durante la vida útil de la estructura. Una viga Tensairity se puede adaptar a la situación de carga actual, simplemente por la variación de presión interna.

## La mecánica de la viga Tensairity
La mecánica de una viga Tensairity se describe mediante por una mezcla de la teoría de vigas y la teoría de la membrana. Debido al carácter tridimensional de la estructura, dado por la combinación de cables en espiral y los elementos de compresión lineal tres caracteres dimensiones de la estructura dada por la combinación de cables en espiral y los elementos de compresión lineal, la teoría de la viga Tensairity es compleja. En se exponen las características principales del modelo. El objetivo principal consiste en una comprensión básica de las interacciones entre la carga, la presión, la membrana, los elementos a compresión, y los cables en la viga Tensairity.
La Función del mismo, las fuerzas en los cables, la de interacción cable – membrana y la flecha en la viga son expuestos en el estudio.
La propiedad fundamental en una viga Tensairity es que parámetros importantes como la presión y la fuerza en la membrana es solamente función de la carga e independiente de la longitud y la esbeltez de la viga.

## Ventajas
La tecnología Tensairity tiene la ventaja de facilitar el almacenamiento, transporte y e instalación de sus componentes. De hecho, aproximadamente el 95% del volumen de la viga Tensairity es aire, el cual no necesita ser transportado. En comparación con una viga de aire (airbeam), la capacidad de carga de la viga Tensairity es considerablemente superior a la de una viga airbeam simple. En comparación con las estructuras de acero convencionales, las vigas Tensairity pueden soportar las mismas cargas con un peso muy reducido.
Con todas estas propiedades, las aplicaciones de la viga Tensairity son variadas, como por ejemplo estructuras para techos, puentes temporales y varios tipos de construcciones provisionales), así como superficies desplegables, cubiertas para piscinas y pistas deportivas o andamios.